# Zniszczyć pirata
Zniszczyć pirata – polski telewizyjny film fabularny z 1972 roku w reżyserii Huberta Drapelli. Zdjęcia kręcono w Warszawie.

## Fabuła
Akcja rozgrywa się w środowisku doświadczalnych pilotów. Doszło do wypadku szybowca „Pirat”, w którym zginął doświadczony pilot. Z urlopu wraca Piotr Wilkosz (Tadeusz Borowski), aby wyjaśnić przyczynę katastrofy. 

## Obsada
- Tadeusz Borowski – pilot Piotr Wilkosz
- Jerzy Bączek – inżynier Jurek Kotera, szef pilotów (rola dubbingowana przez Edwarda Lubaszenkę)
- Maria Rabczyńska – lekarka Hania, ciotka Pawła
- Sergiusz Lach – Paweł Wilkosz, syn Piotra
- Mieczysław Święcicki – Jędrek, mąż Hani
- Wacław Kowalski – portier na lotnisku
- Tadeusz Grabowski – członek aeroklubu
- Lech Ordon – prezes aeroklubu
- Saturnin Żórawski – członek aeroklubu
- Jerzy Turek – Michał, mechanik lotniczy
- Teofila Koronkiewicz – matka Piotra